# Alfa Romeo 33 Stradale (1967)
Alfa Romeo 33 Stradale – supersamochód klasy średniej produkowany przez włoską firmę Alfa Romeo w latach 1967–1971. Dostępny jako 2-drzwiowe coupé. Do napędu użyto silnika V8 o pojemności dwóch litrów, w którym zastosowano wtrysk wielopunktowy. Moc przenoszona była na oś tylną poprzez 6-biegową manualną skrzynię biegów. Wiadomo o 18 powstałych egzemplarzach. Nadwozie zaprojektował Franco Scaglione.
W 1968 roku 33 Stradale był najdroższym samochodem osobowym dostępnym w wolnej sprzedaży – kosztował 17 000 USD, przeciętna cena nowego samochodu wynosiła w tym czasie 2822 USD.

## Dane techniczne

### Silnik
- V8 2,0 l (1995 cm³), 2 zawory na cylinder, DOHC
- Układ zasilania: wtrysk Spica
- Średnica × skok tłoka: 78,00 mm × 52,20 mm
- Stopień sprężania: 10,0:1
- Moc maksymalna: 233 KM (171,5 kW) przy 8800 obr./min
- Maksymalny moment obrotowy: 183 N•m przy 7000 obr./min
- Maksymalna prędkość obrotowa silnika: 10.000 obr./min

### Osiągi
- Przyspieszenie 0-100 km/h: 5,5 s
- Prędkość maksymalna: 260 km/h